# Etulia
Etulia (Tülüküü) ist eine Gemeinde in der Autonomen Territorialen Einheit Gagausien in der Republik Moldau. Sie besteht aus den drei Dörfern Etulia (Tülüküü), Etulia Nouă (Eni Tülüküü) und Etulia (Bahnhof/Tülüküü, demir yolu). 

## Demografie
Die Gemeinde hatte laut Volkszählung von 2004 insgesamt 3649 Einwohner, von denen 3382 zur Volksgruppe der Gagausen gehören. Zu den Minderheiten zählen 31 Russen, 43 Ukrainer, 24 Bulgaren, 164 Moldauer und ein Grieche. 

## Zeitgeschichte
Am 11. Februar 2024 fanden die moldauischen Grenzpolizeikräfte Fragmente einer russischen Drohne in der Gemeinde Etulia. In der Nacht vom 9. auf den 10. Februar hatte Russland einen Drohnenangriff auf den ukrainischen Rajon Ismajil durchgeführt. Die Drohne wurde vermutlich von der ukrainischen Luftabwehr abgeschossen und stürzte dann auf moldauisches Gebiet. Am 17. Februar 2024 wurden erneut Fragmente einer russischen Drohne nahe dem Dorf Etulia Nouă gefunden. Am 4. April 2024 entdeckte die moldauische Grenzpolizei weitere Wrackteile einer russischen Drohne nahe Etulia, rund 500 Meter von der Grenze zwischen Moldau und der Ukraine entfernt.

## Bekannte Persönlichkeiten
- Evghenia Guțul (* 1986), Juristin und Politikerin, derzeitige Gouverneurin von Gagausien.
- Artiom Zabun (* 1996), Fußballspieler